# 埼玉医科大学短期大学
埼玉医科大学短期大学（日语：／ Saitama Ika Daigaku Tanki Daigaku *），简称医短（いたん），是一所位于日本埼玉县入间郡毛吕山町的私立短期大学。

## 概要

### 简介
- 学校最早可以追溯到1973年[1]。短期大学为于1989年开办[2]、由学校法人埼玉医科大学经营。男女同校[3]

### 历史
- 1989年 埼玉医科大学短期大学成立并同时设置三个学科、以下列举。
  - 护理学科
  - 临床检查学科[注 1]
  - 物理治疗学科[注 2][注 3]
- 1997年 两个专攻成立于专科、以下列举。
  - 地区护理学专攻[注 4]
  - 母子护理学专攻[2][4][5]

### 宪章
- 请参看**短期大学部的标志 （页面存档备份，存于） （日語） 2015年1月6日阅览。

## 学校环境
- 校区：在埼玉县入间郡毛吕山町

## 历任校长
- 丸木清美：第一代短期大学校长[6]。
- 丸木清浩：现在短期大学校长[7]。

## 组织

### 学科
- 护理学科

### 前学科
| - 临床检查学科 - 物理治疗学科 |

### 专科
| - 地域护理学专攻 - 母子护理学专攻 |

### 业余课程
| - 没有 |

## 相关链接
- 日本短期大学列表